# 永宁街道 (泸州市)
永宁街道，是中华人民共和国四川省泸州市纳溪区下辖的一个乡镇级行政单位。2019年12月，撤销棉花坡镇。将原棉花坡镇安富村和东升街道五顶村所属行政区域划归永宁街道管辖。

## 行政区划
永宁街道下辖以下地区：
胜利街社区、人民路社区、永宁路社区、建陶街社区、较场坝社区、先农村农村社区村和紫阳村。